# Ralph Demolka

D23 Expo 2011 – Konsola do gier Wreck-It Ralph

Ralph Demolka (ang. Wreck-It Ralph) – amerykański film komediowy wykonany w technice animacji komputerowej, wyprodukowany przez Walt Disney Animation Studios i w reżyserii Richa Moore’a.

## Fabuła
Ralph Demolka, antagonista zręcznościowej gry Felix Zaradzisz, w dniu 30 rocznicy premiery produkcji postanawia zmienić swoje życie. Mając dosyć trzydziestu lat nie wykazywania zainteresowania jego osobą oraz mieszkania na śmietniku, konfrontuje się z protagonistą i innymi „mieszkańcami” gry, którzy stwierdzają, że jeśli Ralph zdobędzie medal, otrzyma mieszkanie w ich bloku. Nazajutrz Ralph zakrada się do gry typu First Person Shooter (skrót FPS) Ku polu chwały, skąd wykrada medal. Podczas ucieczki odrzutowcem, ze złowrogim robalem na pokładzie, rozbija się w grze Mistrz cukiernicy, gdzie uwalnia robala. Na poszukiwanie Ralpha wyruszają Felix i sierżant Rurecka z Ku polu chwały.

## Obsada głosowa
| Rola | Dubbing polski             | Dubbing oryginalny   | Gra                       |
| --- | -------------------------- | -------------------- | ------------------------- |
| Ralph Demolka | Olaf Lubaszenko            | John C. Reilly       | Felix Zaradzisz           |
| Wandelopa von Cuks | Jolanta Fraszyńska         | Sarah Silverman      | Mistrz cukiernicy         |
| Felix Zaradzisz | Waldemar Barwiński         | Jack McBrayer        | Felix Zaradzisz           |
| Sierżant Rurecka | Edyta Olszówka             | Jane Lynch           | Ku polu chwały            |
| Król Karmel / Turbo | Krzysztof Dracz            | Alan Tudyk           | Mistrz cukiernicy / Turbo |
| Bajadera Melba | Zofia Zborowska            | Mindy Kaling         | Mistrz cukiernicy         |
| Markowski | Grzegorz Markowski         | Joe Lo Truglio       | Ku polu chwały            |
| pan Litwak | Robert Kowalski            | Ed O’Neill           | –                         |
| Hologram generała | Jacek Król                 | Dennis Haysbert      | Ku polu chwały            |
| Mary | Anna Apostolakis-Gluzińska | Edie McClurg         | Felix Zaradzisz           |
| Gene | Aleksander Mikołajczak     | Raymond S. Persi     | Felix Zaradzisz           |
| Zombie | Jarosław Boberek           | Raymond S. Persi     | The House of the Dead     |
| Don | Zbigniew Konopka           | Jess Harnell         | Felix Zaradzisz           |
| Roy | Piotr Szczesny             | Skylar Astin         | Felix Zaradzisz           |
| Mogel (strażnik ekler) | Jarosław Domin             | Adam Carolla         | Mistrz cukiernicy         |
| Kogel (strażnik pączek) | Paweł Szczesny             | Horatio Sanz         | Mistrz cukiernicy         |
| Tapper | Piotr Gogol                | Maurice LaMarche     | Tapper                    |
| Broda Papa | Andrzej Chudy              | John DiMaggio        | Mistrz cukiernicy         |
| Kwaśny Paź | Zbigniew Suszyński         | Rich Moore           | Mistrz cukiernicy         |
| Zangief | Przemysław Nikiel          | Rich Moore           | Street Fighter            |
| Dziewczynka | ?                          |                      | –                         |
| Galaretta | Karolina Bacia             | Katie Lowes          | Mistrz cukiernicy         |
| Drażan Truflinienko | Mateusz Kwiecień           | Jamie Elman          | Mistrz cukiernicy         |
| Chałwa Kruszonker | Agata Góral                | Josie Trinidad       | Mistrz cukiernicy         |
| Mordokleja Bonbon | Małgorzata Kozłowska       | Cymbre Walk          | Mistrz cukiernicy         |
| Kohut | Przemysław Kozłowski       | Brandon Scott        | Ku polu chwały            |
| Brad Scott | Łukasz Zapasiewicz         | Tim Martens          | Ku polu chwały            |
| Clyde | Miłogost Reczek            | Kevin Deters         | Pac-Man                   |
| M. Bison | Miłogost Reczek            | Gerald C. Rivers     | Street Fighter            |
| Szatyn | Aleksander Kisielewski     | Martin Jarvis        | Satan’s Hollow            |
| Kano | Krzysztof Banaszyk         | Brian Kesinger       | Mortal Kombat             |
| Jeż Sonic | Paweł Ciołkosz             | Roger Craig Smith    | Sonic the Hedgehog        |
| Kontroler na złączach | Wiktor Zborowski           | Phil Johnston        | –                         |
| Ken Masters | Jacek Kopczyński           | Rauber Langdon       | Street Fighter            |
| Ryū |                            | Kyle Hebert          | Street Fighter            |
| Yuni Verse | ?                          | Jamie Sparer Roberts | Dance Dance Revolution    |
| Doktor Eggman | Andrzej Tomecki            | Harry Shearer        | Sonic the Hedgehog        |
| Deanna |                            |                      | Felix Zaradzisz           |
| |                            |                      |                           |
| |                            |                      |                           |
| Wersja polska: SDI Media Polska Reżyseria: Wojciech Paszkowski Dialogi polskie: Jan Jakub Wecsile Kierownictwo produkcji: Beata Jankowska, Marcin Kopiec W pozostałych rolach: Maria Winiarska, Jakub Mróz, Joanna Węgrzynowska-Cybińska, Sława Bzdak, Magdalena Czajkowska, Angelika Jabłońska, Magdalena Keler, Dariusz Kosmowski, Bianka Rommel, Katarzyna Tekielska i inni |                            |                      |                           |